# Ischasia
Ischasia is een kevergeslacht uit de familie van de boktorren (Cerambycidae). De wetenschappelijke naam van het geslacht werd voor het eerst geldig gepubliceerd in 1864 door Thomson.

## Soorten
Ischasia omvat de volgende soorten:
- Ischasia ecclinusae Peñaherrera & Tavakilian, 2004
- Ischasia exigua Fisher, 1947
- Ischasia feuilleti Peñaherrera & Tavakilian, 2003
- Ischasia indica Giesbert, 1991
- Ischasia linsleyi Giesbert, 1996
- Ischasia mareki Peñaherrera & Tavakilian, 2004
- Ischasia nevermanni Fisher, 1947
- Ischasia nigripes Zajciw, 1973
- Ischasia picticornis Zajciw, 1973
- Ischasia pouteriae Peñaherrera & Tavakilian, 2004
- Ischasia rufina Thomson, 1864
- Ischasia sabatieri Peñaherrera & Tavakilian, 2004
- Ischasia valida Gounelle, 1911
- Ischasia viridithorax Peñaherrera & Tavakilian, 2004